# Coupe de France 1997
Die Coupe de France 1997 war die 6. Austragung der Coupe de France, einer seit der Saison 1992 stattfindenden Serie von französischen Eintagesrennen. Die Fahrerwertung gewann der Franzose Nicolas Jalabert vom französischen Team Cofidis, die Teamwertung gewann die Mannschaft La Française des Jeux.

## Rennen
| Datum         | Rennen                             | Sieger                     |
| ------------- | ---------------------------------- | -------------------------- |
| 22. Februar   | Tour du Haut-Var                   | Rodolfo Massi              |
| 23. Februar   | Classic Haribo                     | Frédéric Guesdon           |
| 23. März      | Grand Prix Cholet-Pays de la Loire | Jaan Kirsipuu              |
| 1. April      | Paris–Camembert                    | Mauro Gianetti             |
| 4. April      | Route Adélie                       | Nicolas Jalabert           |
| 6. April      | Grand Prix de Rennes               | Nicolas Jalabert           |
| 22. April     | La Côte Picarde                    | Dschamolidin Abduschaparov |
| 24. April     | Grand Prix de Denain               | Ludo Dierckxsens           |
| 27. April     | Vendée International Classic       | Jaan Kirsipuu              |
| 4. Mai        | Trophée des Grimpeurs              | Davide Rebellin            |
| 24. Mai       | A Travers le Morbihan              | Christophe Agnolutto       |
| 7. Juni       | Classique des Alpes                | Laurent Roux               |
| 31. August    | Grand Prix Ouest France            | Andrea Ferrigato           |
| 14. September | Grand Prix de Fourmies             | Andrea Tafi                |
| 21. September | Grand Prix d’Isbergues             | Magnus Bäckstedt           |
| 28. September | Polymultipliée de l’Hautil         | Mauro Gianetti             |
| 2. Oktober    | Paris–Bourges                      | Laurent Roux               |

## Fahrerwertung
| Position | Fahrer           | Team            | Punkte |
| -------- | ---------------- | --------------- | ------ |
| 1        | Nicolas Jalabert | Cofidis         | 173    |
| 2        | Laurent Roux     | TVM-Farm Frites | 126    |
| 3        | Richard Virenque | Festina-Lotus   | 73     |